# Vecinos (serie de televisión mexicana)
Vecinos es una serie de televisión de comedia situacional mexicana producida en 2005 por Eugenio Derbez y por Televisa. Está basada en la serie española original Aquí no hay quien viva, de Alberto y Laura Caballero.

## Argumento
Cada episodio muestra la interacción de un grupo de 13 vecinos con características y motivaciones disimiles.
Las historias suceden en el interior de un descuidado edificio habitacional dividido en 3 pisos con 2 departamentos en cada nivel, distribuidos de la siguiente manera:
- Departamento 101: Es el hogar de la Familia Rivers (Familia Ríos Ruiz)y posteriormente también Liz, la novia de Benito.

- Departamento 102: Compartido por los amigos Luis y Pedro, en la quinta temporada por Pedro y doña Jovita, la mamá de Luis, y desde la novena temporada por Pedro y su novia Cris (la mejor amiga de Silvia), además de Vanesa, quien le renta a Pedro una de las habitaciones , y desde la temporada 11 a la 15 esmeralda la hermana de Cris.

- Departamento 201: Ocupado por Silvia. Desde la séptima temporada es ocupado por Luis y Silvia, pues ambos se casaron.

- Departamento 202: Habitado por don Roque Balboa, su oso de peluche «Rambo» y su nieta Vanesa pero esta se va en la temporada 2. Y desde la temporada 3 catita la enfermera de don Roque que le mando su hijo.Tras la muerte de Polo Ortín y la salida de su personaje, el departamento quedó vacío durante la cuarta y quinta temporada. En la sexta, se reveló que fue comprado por Luis, pero al final les termina rentando el departamento a los López Pérez.

- Departamento 301: Ocupado por la familia López Pérez hasta la quinta temporada, en la cual son desalojados por no pagar la renta en 15 años. Y desde la temporada 17 ocupado por sofí y su  roomie.

- Departamento 302: Un departamento vacío que a lo largo de la serie encuentra varios inquilinos. A partir del final de la undécima temporada es ocupado por don Hipólito Menchaca.

- Planta Baja: Donde se encuentra el portón y un local que poco después sería una tienda de abarrotes. Luego de una remodelación, se convierte en la veterinaria de Vanesa.

## Temporadas
| Temporada | Temporada | Episodios | Episodios | Emisión original      | Emisión original         |
| Temporada | Temporada | Episodios | Episodios | Primera emisión       | Última emisión           |
| --------- | --------- | --------- | --------- | --------------------- | ------------------------ |
|           | 1         | 69        | 69        | 10 de julio de 2005   | 11 de febrero de 2007    |
|           | 2         | 24        | 24        | 21 de marzo de 2007   | 12 de septiembre de 2007 |
|           | 3         | 13        | 13        | 20 de enero de 2008   | 11 de mayo de 2008       |
|           | 4         | 13        | 13        | 28 de agosto de 2017  | 13 de noviembre de 2017  |
|           | 5         | 13        | 13        | 24 de marzo de 2019   | 5 de mayo de 2019        |
|           | 6         | 13        | 13        | 19 de mayo de 2019    | 30 de junio de 2019      |
|           | 7         | 13        | 13        | 16 de febrero de 2020 | 22 de marzo de 2020      |
|           | 8         | 10        | 10        | 26 de abril de 2020   | 24 de mayo de 2020       |
|           | 9         | 16        | 16        | 19 de julio de 2020   | 23 de agosto de 2020     |
|           | 10        | 15        | 15        | 4 de abril de 2021    | 2 de mayo de 2021        |
|           | 11        | 14        | 14        | 13 de junio de 2021   | 11 de julio de 2021      |
|           | 12        | 10        | 10        | 27 de marzo de 2022   | 17 de abril de 2022      |
|           | 13        | 13        | 13        | 3 de julio de 2022    | 31 de julio de 2022      |
|           | 14        | 14        | 14        | 19 de marzo de 2023   | 16 de abril de 2023      |
|           | 15        | 14        | 14        | 16 de abril de 2023   | 19 de mayo de 2023       |

## Reparto

### Principal
- Lalo España como Germán Martínez, el conserje y portero del edificio.[3]
- César Bono como Francisco Ríos/Frankie Rivers alias Pancho, el esposo de Lorena y padre de Benito.[4]
- Delia de la Cruz "Macaria" como Magdalena Pérez de López alias Doña Magda, la esposa de Arturo, y madre de Alejandra y Marcos.[5]
- Polo Ortín como don Balboa alias El Roque (temporadas 1-3), el abuelo de Vanesa.[6]
- Mayrín Villanueva como Silvia Olvera de San Román, una vecina que vive en el edificio.[7]
- Ana Bertha Espín como Lorena Ruiz de Ríos/Lorena Rivers, la esposa de Frankie y madre de Benito.[8]
- Moisés Suárez Aldana como Arturo López, el esposo de Magdalena, y padre de Ale y Marcos.[9]
- Darío Ripoll como Luis San Román, el compañero de departamento de Pedro.[10]
- Pablo Valentín como Pedro Medina, el compañero de departamento de Luis.[11]
- Danny Perea como Alejandra López Pérez de Ivargüengoitia alias Ale, la hija de Arturo y Magda, y hermana mayor de Marco.[12]
- Vadhir Derbez como Marco López Pérez (temporada 1), el hijo de Arturo y Magda, y hermano menor de Ale.[13]
- Octavio Ocaña como Benito Ríos / Benito Rivers (temporadas 1-3, y 5-11), el hijo único de Frankie y Lorena.
- Markin López como Fortino Ivargüengoitia alias El Rocko, el esposo de Ale, padre de Morris, y yerno de Magda y Arturo.[14]
- Saíd Casab como Morrison López Ivargüengoitia alias El Morris, el hijo de Ale y Rocko, y nieto de Magda y Arturo.
- Gina Holguín como Cristina de Medina, la mejor amiga de Silvia.[15]

### Recurrente
- El Flaco Ibáñez como Jorge Menéndez alias El Jorjais (temporadas 1-act), un limosnero de la zona que visita el edificio.
- Rox Castellanos como Vanesa Balboa (temporadas 1-2, y 7-act), la nieta de don Roque que trabaja como veterinaria.
- Tania Vázquez como Claudia Cortes (temporadas 1-3), otra de las mejores amigas de Silvia.
- Luis Gerardo Méndez como Piloto (temporada 3), un amigo de Ale que se convierte en novio de la Yeyis.
- Ahrid Hannaley como Yesenia Treviño Pérez  alias La Yeyis (temporada 3), la hija de Maggie, una amiga de Magda.
- Carla Zuckerman como Patricia Alcántara alias Pato (temporada 3), una niña de intercambio escolar que llega a la casa de los padres de Benito.
- Yolanda Martínez como doña Jovita Vda. de San Román (temporada 5), la madre de Luis.[16]
- Talitha Becker como Liz (temporadas 6-act), la novia de Benito.
- Edgar Vivar Villanueva como Hipólito Menchaca Vivar Villanueva (temporadas 11-presente), un nuevo vecino que se muda al edificio y es hermano gemelo de Edgar Vivar Villanueva.[17]

## Actuaciones especiales
- María Prado como doña Cata
- Patricia Martínez como Maggie, madre de La Yeyis
- Rosa María Bianchi como sra. de Olvera
- Juan Verduzco como sr. Olvera
- Armando Hernández como Caguamo
- José Montini como Gansúa
- Liza Willert como delegada/transeúnte
- Wendy González como Darlia/Tatiana San Román
- Sammy Pérez como Sammy
- Cecilia Tijerina como Estefanía
- Adrián Uribe como hermano de La Luz Interior
- Reynaldo "El Papirrín" Rossano como hermano de La Luz Interior/Tito
- Sergio Mayer como Mauricio/Napoleón/Danilo/Criseforo/Gervacio
- Francisco Calvillo como Jimmy
- Óscar Vallejo como Mickey/Miguel, novio de Alejandra
- Miguel Revelo como cobrador de don Baratón
- Roberto Ariza como Benito del futuro
- Sheyla Tadeo como Magdalena alias Magda (asistente doméstica)
- Carlos Segundo Bravo como voz en off del programa de TV «El Juego del Conocimiento» / vendedor de propaganda
- Manuel Landeta como Andrés
- Miguel Luis como Miguel
- Juan Acosta como integrante banda de los cavernarios
- Edy Arellano como integrante banda de los cavernarios
- Raymundo Nolasco como integrante banda de los cavernarios
- Raúl "Chóforo" Padilla Jr. como don Melitón (recolector de basura)/Vagabundo
- Roberto Escudero como Sixto/conserje ladrón
- Rhual Rogers como cobrador/Dr. cupido
- Pablo Perroni como gay/Carlos/inspector
- Fabián Robles como amigo de Silvia
- Alejandro Ávila como Federico
- Luis Gatica como Eduardo/hijo de don Roque
- Jan como Carlos
- Vielka Valenzuela como Sonia
- Paco Ibáñez como Steven Esparza
- Anaís como Mariana
- José Luis Cordero "Pocholo" como el Mezclas
- Sergio DeFassio como Agapo
- Pedro Romo como Serapio
- L. Manuel Ávila como albañil/Casimiro Pérez Gómez (hermano de Doña Magda)
- Ingrid Martz como sra. Rosas alias Samantha
- Gerardo Gallardo como señor Rosas
- Eugenio Derbez como él mismo/Melitón (guía de viaje)
- Ricardo Avilés como Alfalfa
- Alessandra Rosaldo como ella misma
- María Rubio como doña Socorro
- Carlos Bracho como Tranquilino Mariscal
- Benjamín Rivero como Neto Rubio, dueño de la tienda
- Ian Rubio de la Cerda como Luisito
- Rosita Pelayo como Francisca
- Ana Layevska como Sara
- Raquel Bigorra como Elizabeth
- Alejandra Meyer como Caridad
- Roberto Ballesteros como Zárate Romero (delegado)
- Pierre Angelo como Peter van Bull/Pedro del Toro
- Xavier Ortiz como Jimmy
- Herman López Delegado como director de escuela primaria
- Claudia Bollat como Gudelia
- Mauricio Barcelata como Marcos
- Alfonso Zayas "El Rey Del Albur" como director de cine
- Manuel Prieto como ayudante de Germán
- Marcus Ornellas como Camilo
- Daniella Chávez como exnovia de Camilo
- Raquel Pankowsky como Maty
- Felicidad Aveleyra como Paola
- Nelly Horsman como Carlota
- David Ostrosky como Mario Platas, productor de cine
- Carlos Bonavides como Chumacero, director de secretaría de hacienda
- Adalberto Parra como don Cosme / Raúl Ojeda, jefe de Luis y Pedro / jefe de Arturo
- Renata Notni como Camila
- Marcelo Córdoba como Mariano
- Erika de la Rosa como Julia Suárez
- Ariadne Díaz como Leticia
- Wendy Braga como Mireya
- Claudia Ramírez como Julia
- Verania Luken como Virginia
- Alejandro de Marino como El Borre
- Gabriela Zamora como Chelo
- Óscar Medellín como sobrino de don Hipólito
- Gabriel Soto como Pietro Massomi
- Héctor Kotsifakis como Tlaloc
- Patricio Castillo como Abelino Lester
- Lyn May como ella misma[18]
- Montserrat Marañón como Georgina, hija de Jorjáis
- Agustín Arana como Joaquín
- Raquel Garza como Mónica
- Jorge Aravena como productor de cine
- Ignacio López Tarso como don Lorenzo Ruiz / abuelo Rivers[19]
- Lupita Sandoval como Laura mamá de Rocko
- Mauricio Mancera como diputado Juan Tinajero
- Paola Ferrer como Esmeralda, hermana de Cris
- Anita del Rey como Claudia
- Adriana Williams como Camila
- Bertha Ocaña como Marifer
- Ana Leticia Ocaña como Maripaz
- Sherlyn como Ana
- Norma Lazareno como Enriqueta San Román

## Premios y nominaciones

### Premios TVyNovelas

#### Premios y nominaciones a la producción
| Año  | Categoría                 | Nominado                            | Resultado |
| ---- | ------------------------- | ----------------------------------- | --------- |
| 2020 | Mejor programa de comedia | Elías Solorio Lara                  | Nominado  |
| 2019 | Mejor programa de comedia | Ellas Solorio Lara                  | Nominado  |
| 2018 | Mejor programa de comedia | Elías Solorio Lara                  | Ganador   |
| 2008 | Mejor programa de comedia | Eugenio Derbez / Elías Solorio Lara | Nominado  |
| 2007 | Mejor programa de comedia | Eugenio Derbez / Elías Solorio Lara | Nominado  |
| 2006 | Mejor programa de comedia | Eugenio Derbez / Elías Solorio Lara | Nominado  |

#### Premios y nominaciones a los actores
| Año  | Categoría                          | Nominada          | Resultado |
| ---- | ---------------------------------- | ----------------- | --------- |
| 2007 | Mejor estrella femenina de comedia | Ana Bertha Espín  | Nominada  |
| 2007 | Mejor estrella femenina de comedia | Mayrín Villanueva | Nominada  |

### Premios PRODU
| Año  | Categoría                                                      | Nominada          | Resultado |
| ---- | -------------------------------------------------------------- | ----------------- | --------- |
| 2024 | Mejor Sitcom                                                   | Vecinos           | Ganadora  |
| 2024 | Mejor Actriz Principal - Serie y Miniserie de Comedia / Sitcom | Mayrín Villanueva | Nominada  |
| 2024 | Mejor Actor Principal - Serie y Miniserie de Sitcom            | Lalo España       | Ganador   |